# Eleições estaduais no Rio Grande do Norte em 1966
As eleições estaduais no Rio Grande do Norte em 1966 ocorreram em 15 de novembro, sob regras previstas no Ato Institucional Número Três, em 22 estados brasileiros e nos territórios federais do Amapá, Rondônia e Roraima. Foram eleitos o senador Duarte Filho, além de sete deputados federais e quarenta deputados estaduais num pleito onde a votação da ARENA beirou a unanimidade.
Natural de Mossoró e formado na Universidade Federal do Rio de Janeiro, o médico Duarte Filho é especialista em Urologia e Cirurgia Geral. Trabalhou na  Rede Ferroviária do Nordeste, Polícia Militar do Rio Grande do Norte, no Instituto de Aposentadoria e Pensões dos Empregados em Transportes e Cargas (IAPETEC), Instituto de Aposentadorias e Pensões dos Comerciários (IAPC) e Instituto de Aposentadorias e Pensões dos Industriários (IAPI). Embora tenha disputado outras eleições e militado na UDN e no PDC, foi na ARENA que atingiu o ápice de sua vida política, iniciada em 1935 como prefeito de Mossoró.
Com a morte do titular, a vaga senatorial coube ao empresário Luís de Barros. Nascido em Natal, ele presidiu a Federação do Comércio do Estado do Rio Grande do Norte, foi delegado do Conselho Regional do Serviço Social do Comércio e membro do conselho de representantes da Confederação Nacional do Comércio. Elegeu-se vereador em Natal pela UDN em 1954 e deputado estadual em 1958 e 1962, sendo eleito primeiro suplente do senador Duarte Filho pela ARENA em 1966 e efetivado após a morte do titular, em 1973.
Além de eleger o senador, a ARENA conseguiu todas as vagas potiguares na Câmara dos Deputados passando a impressão de unidade no seio governista, todavia a cassação de Aluizio Alves em 1969 pelo Ato Institucional Número Cinco levou seus seguidores rumo ao MDB e, eventualmente, se aliarem de modo informal aos rivais de Dinarte Mariz na ARENA. Quanto às cadeiras abertas no Poder Legislativo estadual, a oposição somou apenas três dos quarenta deputados.

## Resultado da eleição para senador
Os números a seguir têm por fonte os arquivos do Tribunal Superior Eleitoral e do Tribunal Regional Eleitoral do Rio Grande do Norte.
| Candidatos a senador da República | Candidatos a suplente de senador | Número | Coligação             | Votação | Percentual |
| --------------------------------- | -------------------------------- | ------ | --------------------- | ------- | ---------- |
| Duarte Filho ARENA                | Luís de Barros ARENA             | -      | ARENA (sem coligação) | 143.315 | 55,63%     |
| Odilon Coutinho MDB               | Gerôncio Queiroz MDB             | -      | MDB (sem coligação)   | 114.325 | 44,37%     |
| Fontes:                           |                                  |        |                       |         |            |

## Deputados federais eleitos
São relacionados os candidatos eleitos com informações complementares da Câmara dos Deputados.

Representação eleita
  ARENA: 7

| Deputados federais eleitos | Partido | Votação | Percentual | Cidade onde nasceu    | Unidade federativa  |
| Aluízio Alves              | ARENA   | 59.985  | 20,79%     | Angicos               | Rio Grande do Norte |
| Vingt Rosado               | ARENA   | 29.490  | 10,22%     | Mossoró               | Rio Grande do Norte |
| Jessé Freire               | ARENA   | 26.456  | 9,17%      | Macaíba               | Rio Grande do Norte |
| Djalma Marinho             | ARENA   | 22.546  | 7,81%      | São José do Campestre | Rio Grande do Norte |
| Teodorico Bezerra          | ARENA   | 21.826  | 7,56%      | Santa Cruz            | Rio Grande do Norte |
| Aluísio Bezerra            | ARENA   | 18.260  | 6,33%      | Santa Cruz            | Rio Grande do Norte |
| Grimaldi Ribeiro           | ARENA   | 14.741  | 5,11%      | Natal                 | Rio Grande do Norte |
| Fontes:                    |         |         |            |                       |                     |

## Deputados estaduais eleitos
A Assembleia Legislativa do Rio Grande do Norte recebeu trinta e sete representantes da ARENA e três do MDB, totalizando quarenta parlamentares.

Representação eleita
  ARENA: 37
  MDB: 3

Fonteː
| Deputados estaduais eleitos       | Partido | Votação | Percentual | Cidade onde nasceu      | Unidade federativa  |
| Francisco Seráfico Dantas         | ARENA   | 7.975   | 3,09%      | Lajes Pintadas          | Rio Grande do Norte |
| César Augusto Regalado de Alencar | ARENA   | 7.412   | 2,87%      | Alexandria              | Rio Grande do Norte |
| Carlindo de Souza Dantas          | ARENA   | 6.539   | 2,53%      | Caicó                   | Rio Grande do Norte |
| Garibaldi Alves                   | ARENA   | 6.539   | 2,53%      | Angicos                 | Rio Grande do Norte |
| Antonio Rodrigues de Carvalho     | ARENA   | 6.113   | 2,37%      | Mossoró                 | Rio Grande do Norte |
| Magnus Kelly de Miranda Rocha     | ARENA   | 5.903   | 2,29%      | Extremoz                | Rio Grande do Norte |
| Antônio Ferreira de Melo          | ARENA   | 5.894   | 2,28%      | São Gonçalo do Amarante | Rio Grande do Norte |
| Olavo Lacerda Montenegro          | ARENA   | 5.777   | 2,24%      | Assu                    | Rio Grande do Norte |
| Moacir Duarte                     | ARENA   | 5.720   | 2,22%      | Natal                   | Rio Grande do Norte |
| Manoel Leão Filho                 | ARENA   | 5.644   | 2,19%      | Angicos                 | Rio Grande do Norte |
| Onésio Fernandes Maia             | ARENA   | 5.207   | 2,02%      | Caraúbas                | Rio Grande do Norte |
| Paulo Gonçalves de Medeiros       | ARENA   | 5.171   | 2,00%      | Natal                   | Rio Grande do Norte |
| Ulisses Potiguar                  | ARENA   | 5.169   | 2,00%      | Alexandria              | Rio Grande do Norte |
| José Marcílio Furtado             | ARENA   | 5.114   | 1,98%      | Touros                  | Rio Grande do Norte |
| Luiz Antônio Vidal                | ARENA   | 5.052   | 1,96%      | Santo Antônio           | Rio Grande do Norte |
| Edgard Borges Montenegro          | ARENA   | 5.032   | 1,95%      | Assu                    | Rio Grande do Norte |
| Jocelyn Vilar                     | ARENA   | 4.792   | 1,85%      | Natal                   | Rio Grande do Norte |
| Asclepíades Fernandes e Silva     | ARENA   | 4.778   | 1,85%      | Santana do Matos        | Rio Grande do Norte |
| Francisco Assunção de Macedo      | ARENA   | 4.740   | 1,83%      | Sítio Novo              | Rio Grande do Norte |
| Mônica Nóbrega Dantas             | ARENA   | 4.690   | 1,82%      | Macaíba                 | Rio Grande do Norte |
| Pedro Lucena                      | MDB     | 4.687   | 1,81%      | Pirpirituba             | Paraíba             |
| Boanerges de Azevedo Barbalho     | ARENA   | 4.530   | 1,75%      | Santo Antônio           | Rio Grande do Norte |
| Raimundo Abrantes Ferreira        | ARENA   | 4.465   | 1,73%      | Parelhas                | Rio Grande do Norte |
| José Josias Fernandes             | ARENA   | 4.625   | 1,79%      | São Fernando            | Rio Grande do Norte |
| Aderson Dutra de Almeida          | ARENA   | 4.475   | 1,73%      | Patu                    | Rio Grande do Norte |
| Benvenuto Pereira de Araújo Neto  | ARENA   | 4.352   | 1,68%      | São José de Mipibu      | Rio Grande do Norte |
| Antônio Câmara                    | ARENA   | 4.347   | 1,68%      | João Câmara             | Rio Grande do Norte |
| Radir Pereira de Araújo           | ARENA   | 4.290   | 1,66%      | Currais Novos           | Rio Grande do Norte |
| Milton Aranha Marinho             | ARENA   | 4.218   | 1,63%      | Caicó                   | Rio Grande do Norte |
| José Fernandes de Melo            | ARENA   | 4.206   | 1,63%      | Currais Novos           | Rio Grande do Norte |
| Osny Valmir de Freitas Targino    | ARENA   | 4.031   | 1,56%      | Baraúna                 | Rio Grande do Norte |
| Francisco Diniz Câmara            | ARENA   | 4.005   | 1,55%      | Macau                   | Rio Grande do Norte |
| Paulo Diógenes Pessoa             | ARENA   | 3.963   | 1,53%      | São Miguel              | Rio Grande do Norte |
| José da Silveira Pinto            | ARENA   | 3.955   | 1,53%      | Rio do Fogo             | Rio Grande do Norte |
| Dary de Assis Dantas              | ARENA   | 3.836   | 1,48%      | Serra Negra do Norte    | Rio Grande do Norte |
| Manoel Veras Saldanha             | ARENA   | 3.810   | 1,47%      | Campo Grande            | Rio Grande do Norte |
| Rainel Pereira de Araújo          | ARENA   | 3.759   | 1,45%      | Currais Novos           | Rio Grande do Norte |
| Tertius Rebelo                    | ARENA   | 3.596   | 1,39%      | Parnaíba                | Piauí               |
| Geraldo dos Santos Queiroz        | MDB     | 3.087   | 1,19%      | Jucurutu                | Rio Grande do Norte |
| Roberto Brandão Furtado           | MDB     | 2.013   | 0,78%      | Natal                   | Rio Grande do Norte |
| Fontes:                           |         |         |            |                         |                     |